# Nouvel Élan pour Mayotte
Pour les articles homonymes, voir NEMA.
Le Nouvel Élan pour Mayotte (NEMA) est un parti politique mahorais, créé en 2007 par Saïd Omar Oili, président du conseil général de Mayotte de 2004 à 2008.
Son objectif est de « rassembler les femmes et les hommes autour d’un projet de société fondé sur les valeurs suivantes : la responsabilisation, la solidarité et la défense des plus démunis, l’égalité entre les citoyens, l’esprit d’innovation et le sens de l’initiative, l’identité culturelle ; œuvrer pour l’émancipation et pour un véritable épanouissement économique et culturel des Mahorais au sein de la République française ».
Le parti obtient deux conseillers généraux en 2008 avec la réélection dès le premier tour de Saïd Omar Oili dans le canton de Dzaoudzi et l'élection de Sarah Mouhoussoune dans le canton de Dembeni. Cependant, la coalition « Force de rassemblement et d'alliance pour le progrès » (MDM, NEMA et DVG) perd la majorité au conseil général et Saïd Omar Oili doit laissé sa place de président à Ahmed Attoumani Douchina (UMP).
Lors de la Primaire citoyenne de 2017, organisée pour choisir le candidat socialiste à la future élection présidentielle, NEMA soutient la candidature de Manuel Valls. Battu par Benoît Hamon, le parti participe alors à la création du comité départemental de soutien à Emmanuel Macron avec le MDM, l'Alliance pour un développement maîtrisé et solidaire et l'Union pour le développement de Mayotte.
Au terme de l'élection sénatoriale de 2023 à Mayotte, Saïd Omar Oili est élu sénateur.